# Національна бібліотека
Націон́альна бібліот́ека — бібліотечна установа, яка на національному рівні координує бібліотечно-інформаційну діяльність, виконуючи ряд функцій:
- збереження документальної спадщини нації шляхом забезпечення режиму депозитарного збереження усієї сукупності творів друку, що видані у певній країні або мають те чи інше відношення до неї, а також суміжної інформаційної продукції, значущої для нації
- створення страхового фонду суспільно значущих першоджерел інформації
- ведення національної бібліографії та формування нормативного контролю на державному і міжнародному рівні
- участь у формуванні та реалізації національної інформаційної політики
- науково-методичне керівництво бібліотечною системою країни
- репрезентація країни в профільних міжнародних об'єднаннях та асоціаціях.

В основному, національні бібліотеки — це найбільші бібліотеки своїх країн. Деякі етнічні спільності, які не мають своїх національних держав, створюють свої національні бібліотеки з усіма їх атрибутами для збереження етнічних цінностей своїх націй. Деякі бібліотеки не називаються національними, хоча за своїми атрибутами вони є національними бібліотеками (наприклад, Бібліотека Конгресу у США, Британська бібліотека у Великій Британії).
В Україні інституційний статус національних бібліотек визначено статтею 7 Закону України «Про бібліотеки і бібліотечну справу»

## Україна
В Україні статус національної бібліотеки мають сім установ:

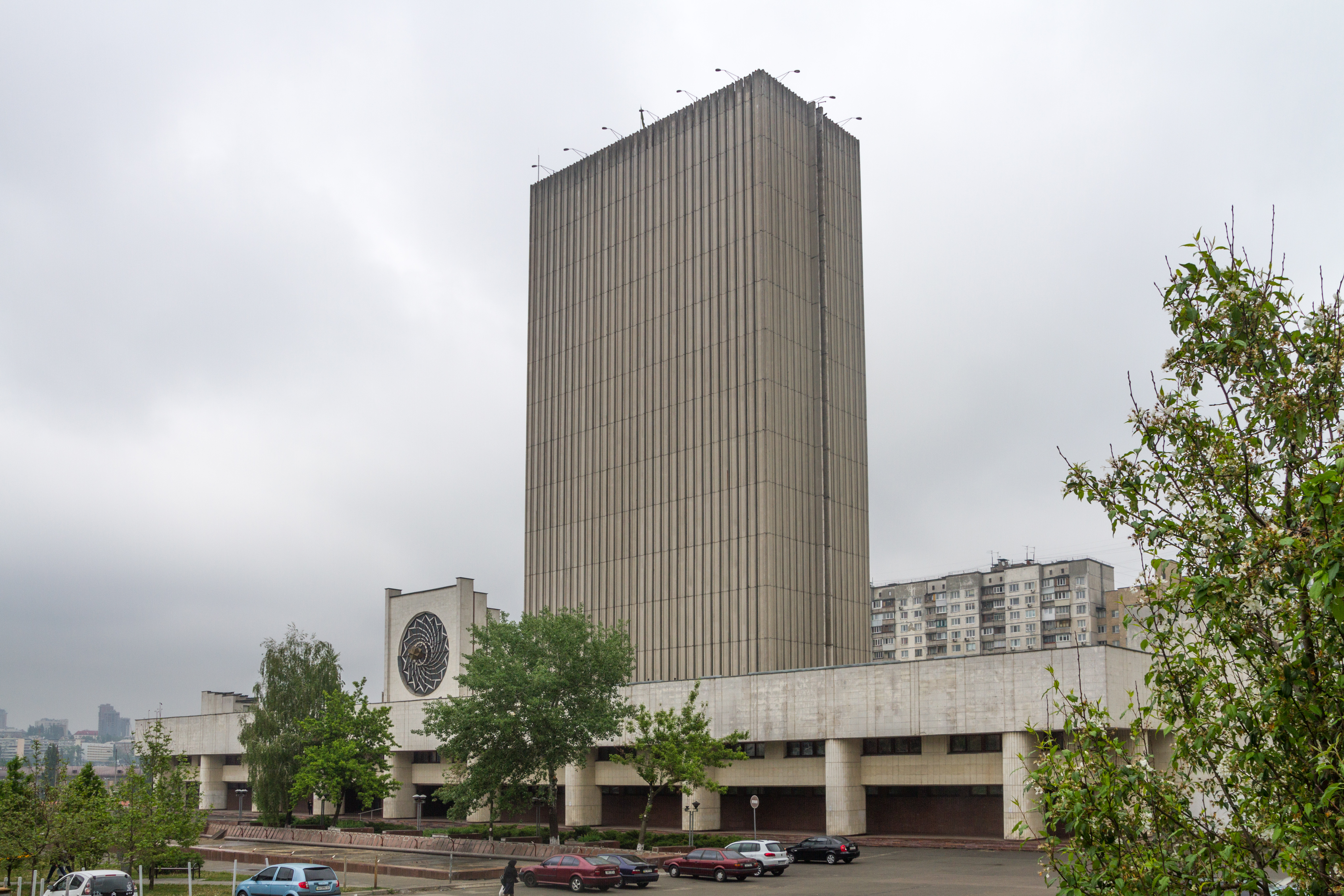
Національна бібліотека України імені В. І. Вернадського

| Назва                                                                   | Заснована | Фонди, млн примірників |
| ----------------------------------------------------------------------- | --------- | ---------------------- |
| Національна бібліотека України імені Володимира Вернадського            | 1918      | 15,8                   |
| Львівська національна наукова бібліотека України імені Василя Стефаника | 1940      | 7                      |
| Одеська національна наукова бібліотека                                  | 1829      | 5                      |
| Національна бібліотека України імені Ярослава Мудрого                   | 1866      | 4,7                    |
| Національна наукова медична бібліотека України                          | 1932      | 1,5                    |
| Національна історична бібліотека України                                | 1939      | 0.8                    |
| Національна бібліотека України для дітей                                | 1967      | 0,4                    |

## Австралія й Океанія

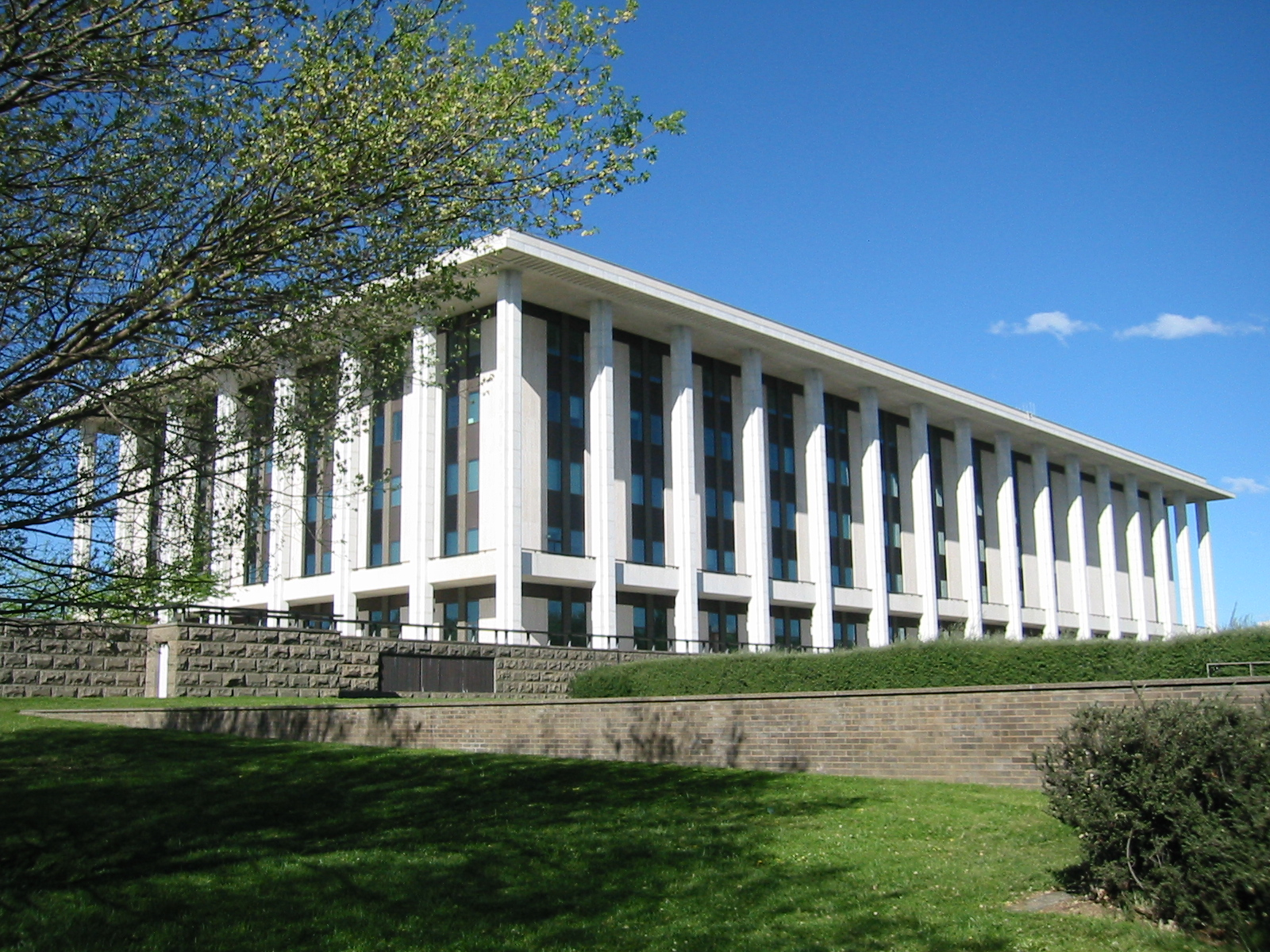
Національна бібліотека Австралії

| Назва                            | Заснована | Фонди, млн примірників |
| -------------------------------- | --------- | ---------------------- |
| Національна бібліотека Австралії | 1960      | 9                      |
| Національна бібліотека Вануату   | 2004      | 0,015                  |

## Азія

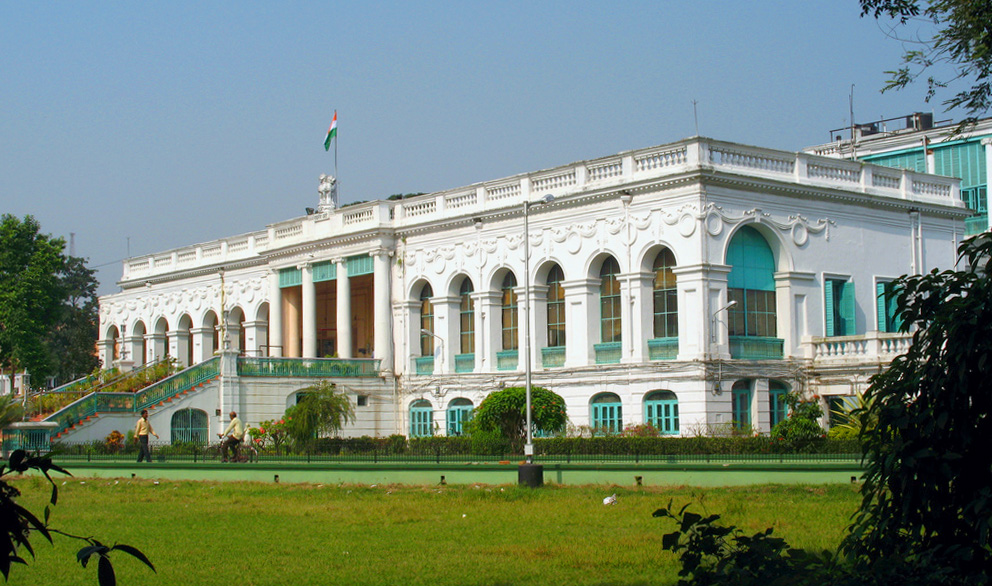
Національна бібліотека Індії

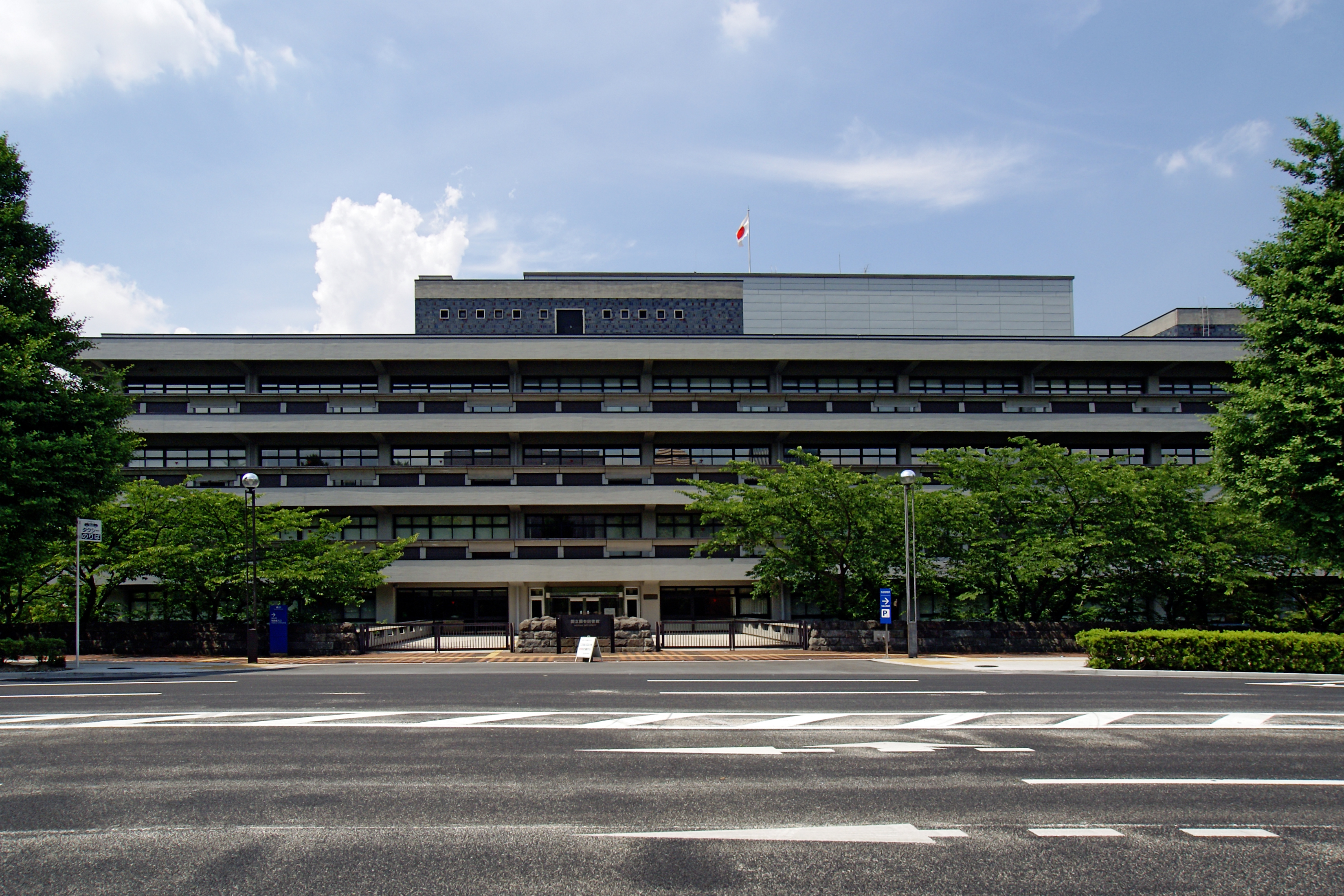
Національна парламентська бібліотека Японії

| Назва                                                  | Заснована | Фонди, млн примірників |
| ------------------------------------------------------ | --------- | ---------------------- |
| Національна бібліотека Ізраїлю                         | 1892      | 5                      |
| Національна бібліотека Індії                           | 1836      | 2,27                   |
| Національна бібліотека Ісламської Республіки Іран      | 1937      | 7                      |
| Національна бібліотека Кореї                           | 1945      | 7                      |
| Національна бібліотека Малайзії                        | 1956      | 1,4                    |
| Національна бібліотека Китаю                           | 1909      | 27,8                   |
| Національна бібліотека В'єтнаму                        | 1917      |                        |
| Національна бібліотека Лівану                          | 1921      |                        |
| Національна бібліотека Сінгапуру                       | 2005      | 7,5                    |
| Національна бібліотека в Алеппо                        | 1924      | 0,1                    |
| Бібліотека Аль-Захірія                                 | 1277      | 0,163                  |
| Національна бібліотека Аль-Ассад                       | 1984      | 0,04                   |
| Національна бібліотека імені Фірдоусі                  | 1933      | 3,09                   |
| Національна бібліотека Узбекистану імені Алішера Навої | 1870      | 10                     |
| Національна парламентська бібліотека Японії            | 1948      | 22,9                   |

## Європа
| Назва                                                                 | Заснована | Фонди, млн примірників |
| --------------------------------------------------------------------- | --------- | ---------------------- |
| Австрійська національна бібліотека                                    | 1368      | 7,9                    |
| Національна бібліотека Албанії                                        | 1920      | 1                      |
| Національна бібліотека Андорри                                        | 1930      |                        |
| Королівська бібліотека Бельгії                                        | 1837      | 6                      |
| Національна бібліотека Білорусі                                       | 1922      | 8,3                    |
| Британська бібліотека                                                 | 1753      | 150                    |
| Ватиканська бібліотека                                                | 1475      | 1,75                   |
| Національна бібліотека Греції                                         | 1832      | 2                      |
| Королівська бібліотека Данії                                          | 1648      | 30,1                   |
| Національна бібліотека Естонії                                        | 1918      | 3,4                    |
| Національна бібліотека Ірландії                                       | 1877      | 8                      |
| Національна й університетська бібліотека Ісландії                     | 1994      |                        |
| Національна бібліотека Іспанії                                        | 1712      | 25                     |
| Бібліотека Каталонії                                                  | 1907      | 3                      |
| Латвійська національна бібліотека                                     | 1919      | 4,1                    |
| Литовська національна бібліотека імені Мартінаса Мажвідаса            | 1919      | 7                      |
| Державна бібліотека Ліхтенштейну                                      | 1961      | 0,25                   |
| Люксембурзька національна бібліотека                                  | 1798      | 0,75                   |
| Національна бібліотека Мальти                                         | 1776      |                        |
| Національна бібліотека Молдови                                        | 1832      |                        |
| Національна бібліотека Косово                                         | 1944      | 2                      |
| Національна бібліотека святого Марка                                  | 1469      | 1                      |
| Національна й університетська бібліотека Страсбурга                   | 1872      | 3                      |
| Королівська бібліотека Нідерландів                                    | 1798      | 3,5                    |
| Національна бібліотека Німеччини                                      | 1912      | 24,1                   |
| Національна бібліотека Норвегії                                       | 1988      | 2,9                    |
| Національна бібліотека Польщі                                         | 1930      | 7,9                    |
| Національна бібліотека Португалії                                     | 1796      | 3                      |
| Національна й університетська бібліотека Святого Климента Охридського | 1944      | 3                      |
| Римська національна центральна бібліотека                             | 1875      | 7                      |
| Російська державна бібліотека                                         | 1862      | 44,4                   |
| Російська національна бібліотека                                      | 1850      | 35,7                   |
| Національна бібліотека Румунії                                        | 1859      | 13                     |
| Національна бібліотека Сербії                                         | 1832      | 5,6                    |
| Словацька національна бібліотека                                      | 1941      | 6,6                    |
| Національна й університетська бібліотека Словенії                     | 1774      | 2,657                  |
| Туринська національна університетська бібліотека                      | 1720      | 1                      |
| Національна бібліотека імені Ференца Сечені                           | 1802      | 8                      |
| Національна бібліотека Уельсу                                         | 1907      | 5,85                   |
| Національна бібліотека Фінляндії                                      | 1640      | 3                      |
| Національна центральна бібліотека Флоренції                           | 1714      | 7                      |
| Національна бібліотека Франції                                        | 1368      | 30                     |
| Національна й університетська бібліотека Загреба                      | 1607      | 2                      |
| Чеська національна технічна бібліотека                                | 1718      | 1,18                   |
| Національна бібліотека Чеської Республіки                             | 1622      | 7                      |
| Королівська бібліотека Швеції                                         | 1661      | 20                     |
| Швейцарська національна бібліотека                                    | 1894      | 5,5                    |
| Ягеллонська бібліотека                                                | 1364      | 7,8                    |

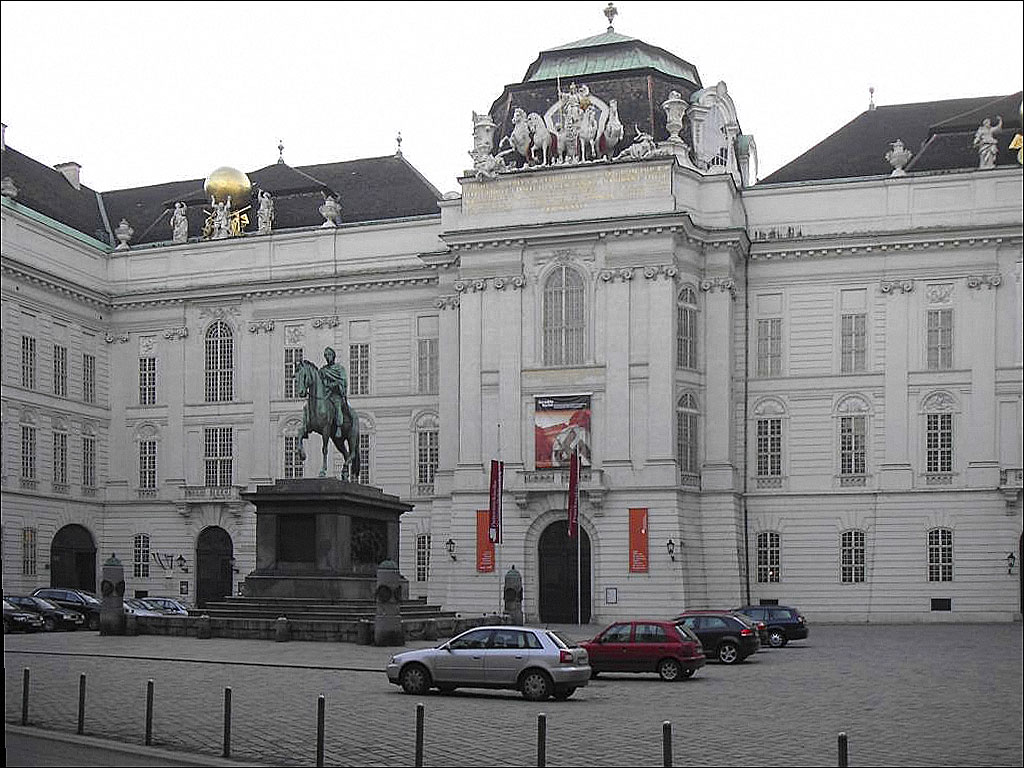
Австрійська національна бібліотека

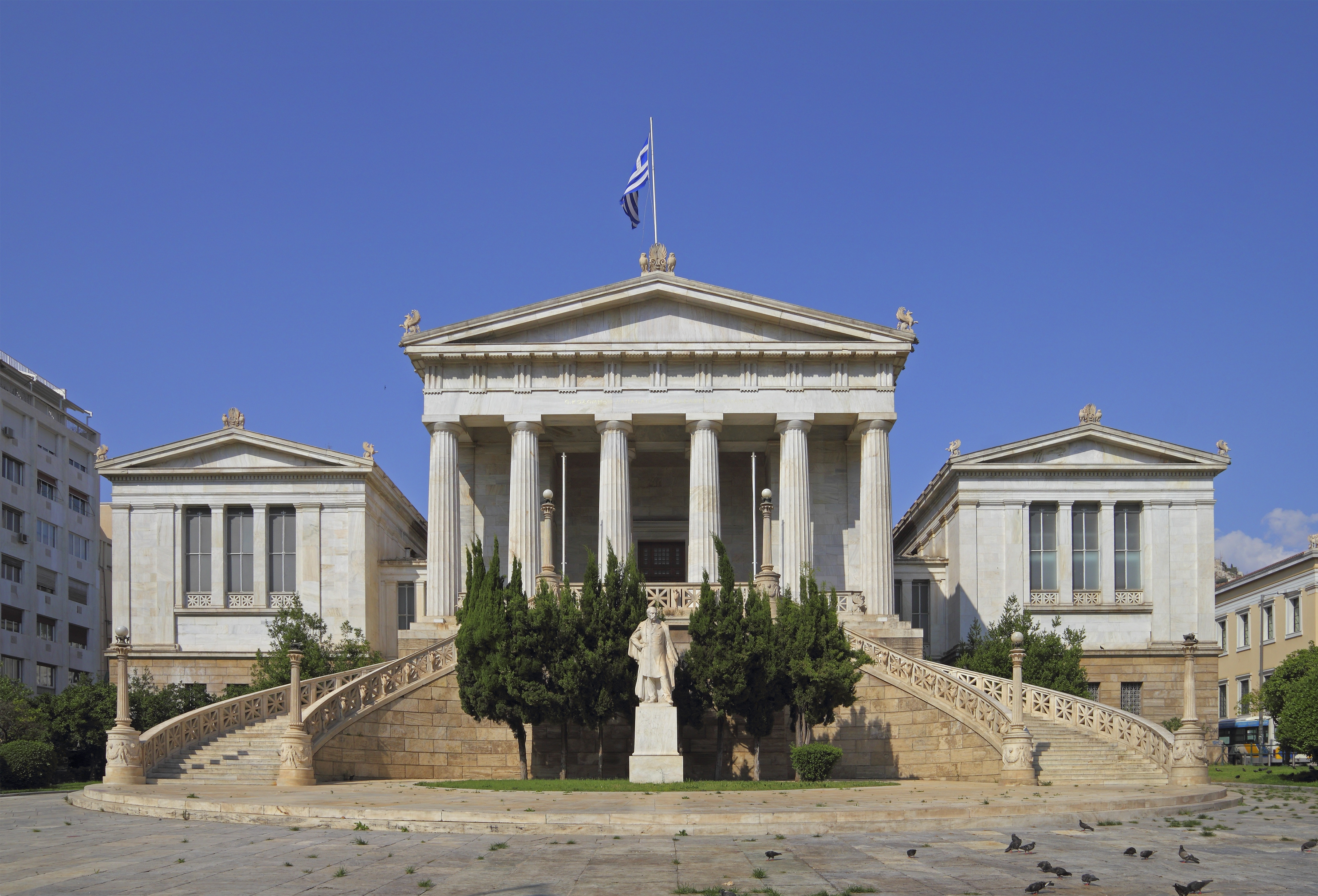
Національна бібліотека Греції

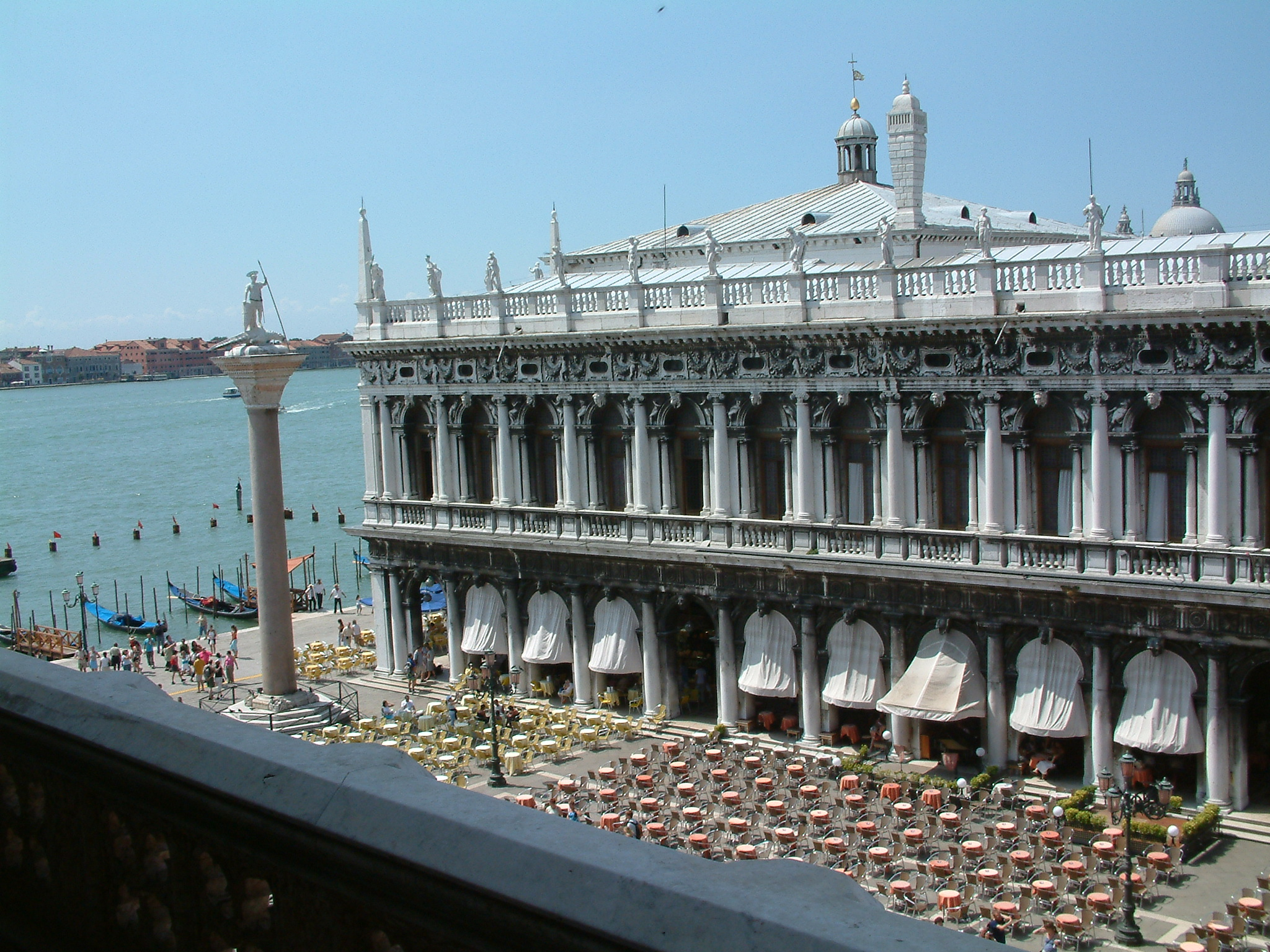
Національна бібліотека святого Марка

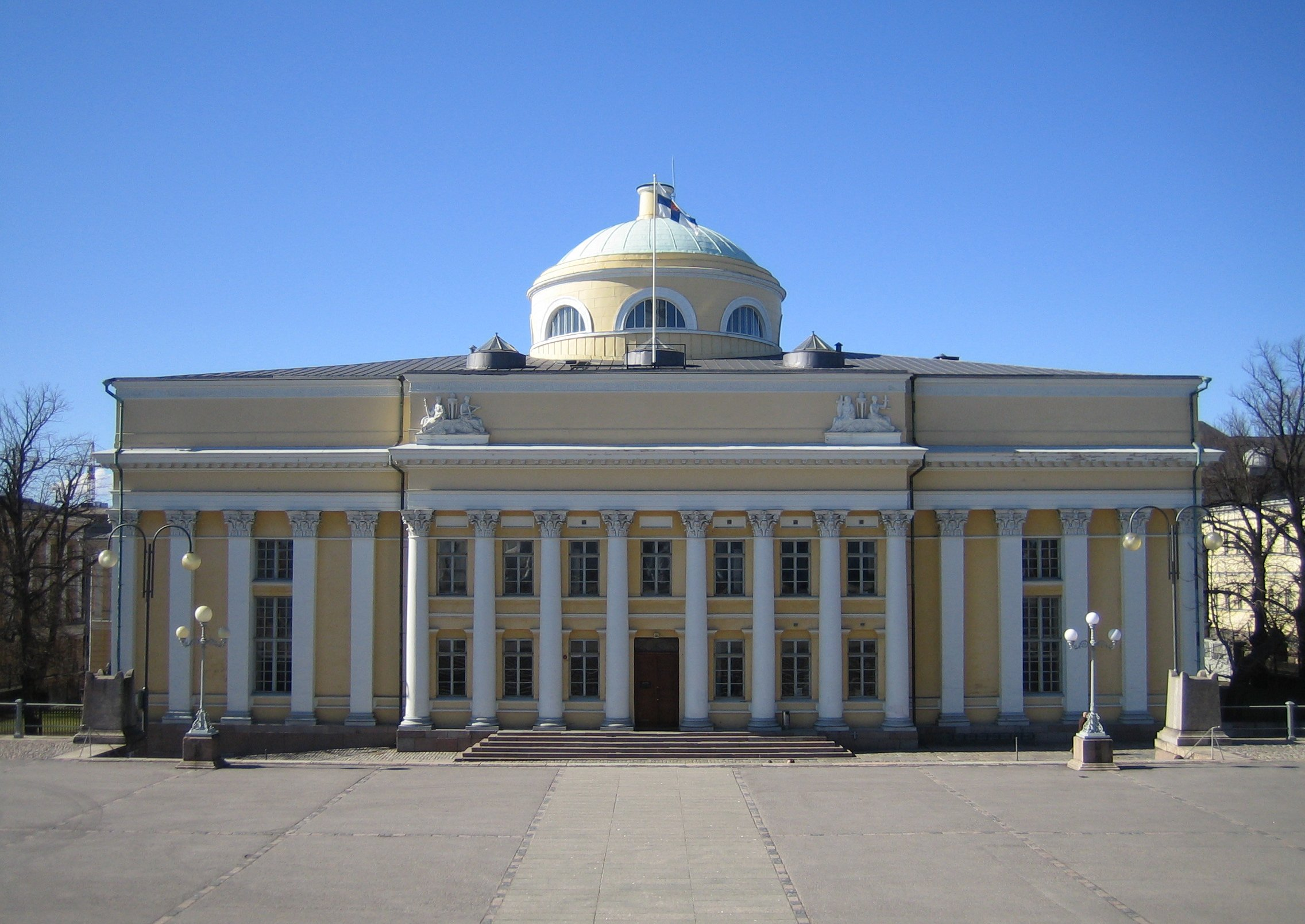
Національна бібліотека Фінляндії

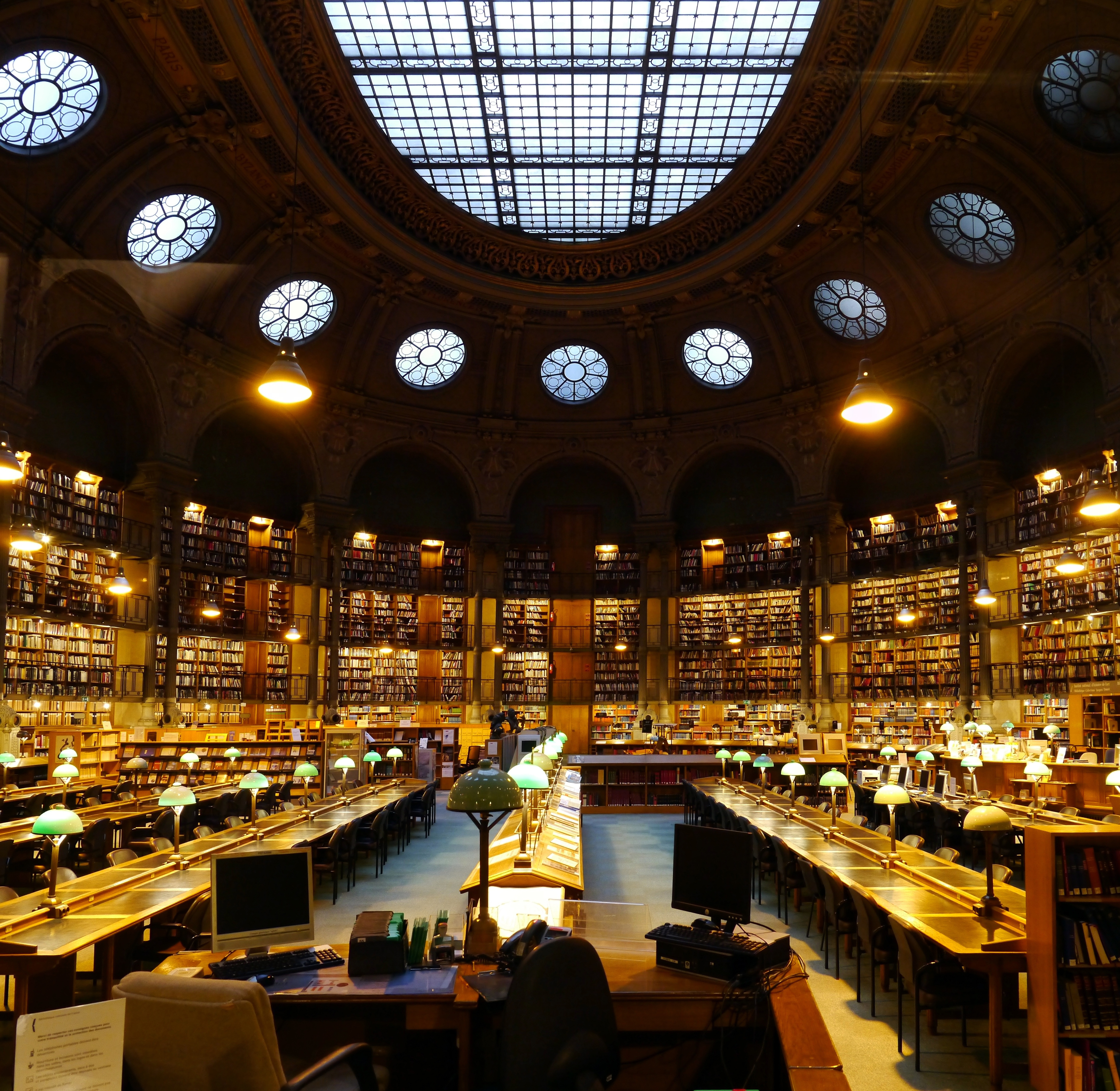
Національна бібліотека Франції

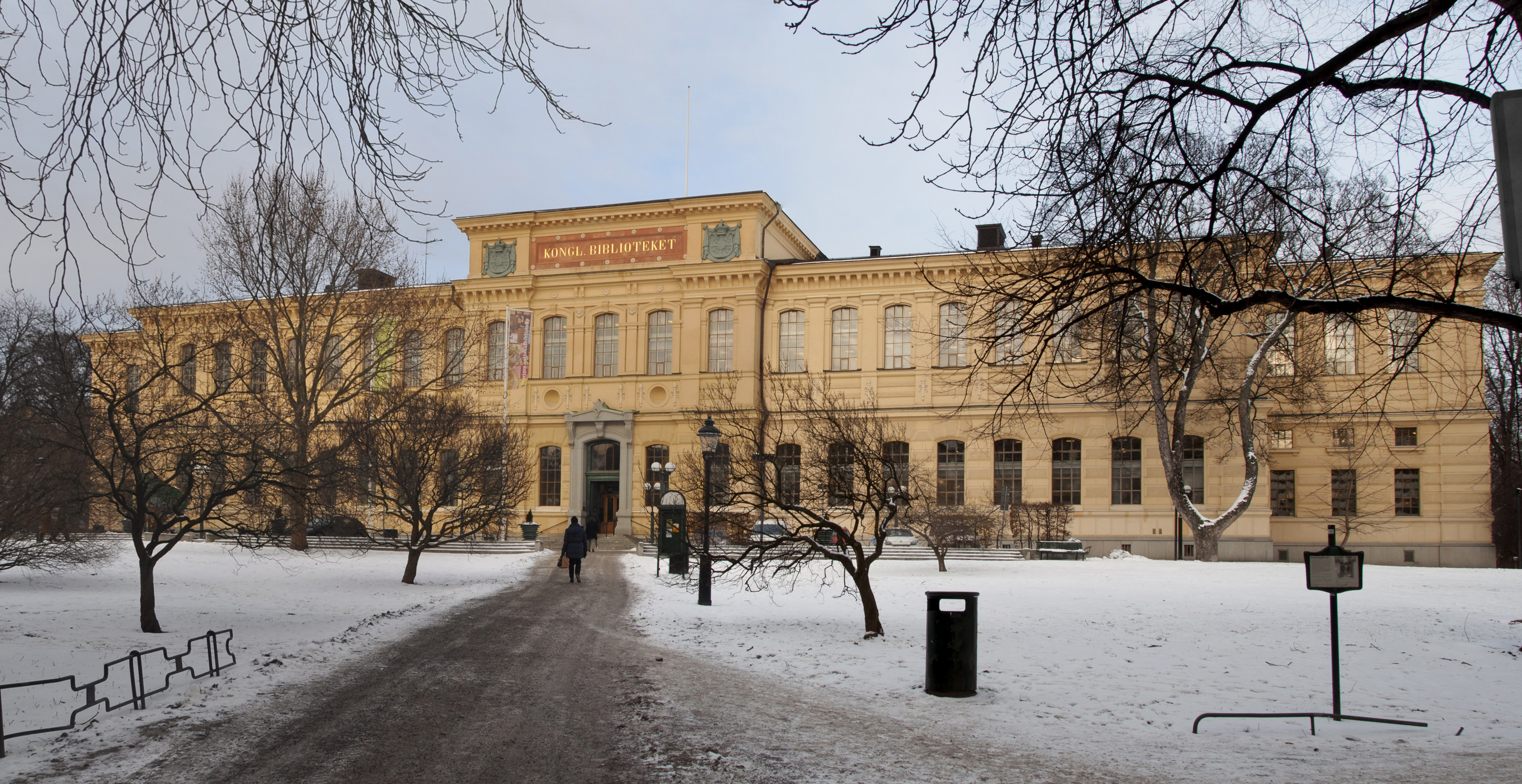
Національна бібліотека Швеції

Національні бібліотеки країн Європи беруть участь у створенні Європейської бібліотеки.